# Kino morálního neklidu
Kino morálního neklidu (polsky Kino moralnego niepokoju) je umělecký proud polské kinematografie rozvíjející se v letech 1976–1981. Autorem názvu tohoto proudu je režisér Janusz Kijowski. Proud vznikl po vystoupení režisérů Andrzeje Wajdy a Krzysztofa Zanussiho na Filmovém fóru v Gdaňsku v roce 1975. Tvůrci vyčítali komunistické vládě, že omezuje tvůrčí svobodu, a tak zabraňuje diskusím o aktuálních společenských tématech. Manifest podpořilo několik umělců z Filmové školy v Lodži, které učil Andrzej Wajda. Název proudu byl oficiálně přijat na Mezinárodním semináři kritiky v Gdaňsku v září v roce 1979.
Hraný film Personel z roku 1976, který byl debutem Krzysztofa Kieślowskieho zaznamenal začátek Kina morálního neklidu, avšak jeho popularita vzrostla až po premiéře filmu Andrzeje Wajdy Člověk z mramoru. Na spolutvorení proudu se kromě jiných podíleli i Agnieszka Holland a Feliks Falk.
Děj filmů se odehrává v malých, venkovských sídlech. Charakteristické rysy pro instituce a prostředí, z nichž pocházejí hlavní hrdinové filmů, jsou korupce a nepotismus (Kontrakt). V první verzi[zdroj?] scénáře je hlavní postavou mladý idealista - představitel inteligence, který se pokouší vzepřít místní oligarchii, ovšem v konfliktu s režimem prohrává (Aktorzy prowincjonalni, Ochranné zbarvení). V druhé verzi scénáři systém demoralizuje hrdinu, který upřednostňuje konformismus nad morálními hodnotami a podřizuje se vládě (Wodzirej, Amatér, Indeks). Nezávisle od svého jednání je hrdina nešťastný a vyřazen z politického (Bez znieczulenia), ale i společenského života (Kobieta samotna).
Tvorbu filmů „morálního neklidu“ charakterizuje relativní současnost děje od konce 60. let do konce vlády Edwarda Gierka. Proud zanikl v roce 1981 vyhlášením výjimečného stavu.

## Hlavní představitelé
- Filip Bajon (Wahadełko)
- Feliks Falk (Wodzirej)
- Agnieszka Holland (Aktorzy prowincjonalni, Kobieta samotna)
- Krzysztof Kieślowski (Personel, Amatér, Náhoda)
- Janusz Kijowski (Kung-fu, Indeks)
- Wiesław Saniewski (Wolny strzelec)
- Andrzej Wajda (Člověk z mramoru, Bez znieczulenia)
- Janusz Zaorski (Zaległy Urlop)
- Krzysztof Zanussi (Ochranné zbarvení, Konstanta, Kontrakt)